# 議政府
議政府（ぎせいふ、ウィジョンブ）は、李氏朝鮮における最高行政機関。正一品衙門。
この機関が創設されたのは、1400年（定宗2年）に都評議使司、門下府を統合して創設される。翌1401年（太宗元年）門下府の機能を独立させ、司諫院とした。

## 概要
議政府は『経国大典』で「総百官平庶政理陰陽経邦国（すべての官吏を総帥し、諸政を公平にし、陰陽を明確にし、国家を運営する）」と定義されている。国政運営を協議し、王の裁可を仰いだうえで行政実務を分掌する六曹へ指示した。1907年に内閣に再編され廃止になった。跡地は日本統治時代に京畿道庁舎が建てられ、現在は公園となっているが、ソウル市は2019年までに元の位置に復元することを明らかにした。

## 構成
| 官位   | 官職           | 定数 | 備考                       |
| ------ | -------------- | ---- | -------------------------- |
| 正一品 | 領議政(영의정) | 1人  | 三公。現代の国務総理に相当 |
| 正一品 | 左議政(좌의정) | 1人  | 三公。現代の副首相に相当   |
| 正一品 | 右議政(우의정) | 1人  | 三公。現代の副首相に相当   |
| 従一品 | 左賛成(좌찬성) | 1人  |                            |
| 従一品 | 右賛成(우찬성) | 1人  |                            |
| 正二品 | 左参賛(좌참찬) | 1人  |                            |
| 正二品 | 右参賛(우참찬) | 1人  |                            |
| 正四品 | 舎人(사인)     | 2人  |                            |
| 正五品 | 検詳(검상)     | 1人  |                            |
| 正八品 | 司録(사록)     | 2人  | 定員2人だが実員1人         |

- 公事官は11人、うち文班2人・武班9人、従六品。経国大典では備辺司の郎庁の係とある。武班は参上5人、参外4人とし、参外は出仕日数が20ヶ月に達すれば六品に昇任させる。